# Piotr Kaczała
Piotr Kaczała, ps. Korab, Mateusz, Zrąb (ur. 29 marca 1891 w Uściu Zielonym, zm. 10 kwietnia 1947 w Jarosławiu) – podpułkownik piechoty Wojska Polskiego, kawaler Orderu Virtuti Militari.

## Życiorys
Urodził się 29 marca 1891 w Uściu Zielonym, w ówczesnym powiecie buczackim Królestwa Galicji i Lodomerii, w rodzinie Macieja i Anastazji z domu Pawełko. Pierwszych pięć klas gimnazjum ukończył w Stanisławowie. Od roku szkolnego 1910/1911 kontynuował naukę w klasie VIa c. k. Gimnazjum II z językiem wykładowym polskim w Tarnopolu. W czerwcu 1913 zakończył naukę w klasie VIIIa i zdał egzamin dojrzałości.
1 października 1913 został powołany do odbycia obowiązkowej służby wojskowej w cesarskiej i królewskiej Armii, w charakterze jednorocznego ochotnika. Służbę odbywał w 95 pułku piechoty we Lwowie. W jego szeregach walczył podczas I wojny światowej. Na stopień podporucznika rezerwy został mianowany ze starszeństwem z 1 stycznia 1916. Rozpad Austro-Węgier zastał go w Odessie na stanowisku komendanta dworca. Wrócił do Tarnopola, gdzie wkrótce został zatrzymany przez Ukraińców i osadzony w więzieniu. Z więzienia został uwolniony do zajęciu miasta przez Wojsko Polskie.
1 czerwca 1919 został przyjęty do Wojska Polskiego i przydzielony do tarnopolskiego batalionu etapowego, a następnie przeniesiony do 52 pułku piechoty. W szeregach tego oddziału walczył na wojnie z bolszewikami dowodząc kolejno I, II i III batalionem. Wyróżnił się 24 lutego 1920 w wypadzie na Susłowce, Kopytyńce i Popowce. „Swym nadzwyczajnym męstwem i umiejętnością dowodzenia przyczynił się do rozbicia nieprzyjaciela, za którym następnie rozpoczął się gwałtowny pościg. Okrążony kolejno przez przeważające siły rozbił je i przebił się, wyprowadzając cały swój oddział”. W 1923 na łamach „Bellony” opublikował własne wspomnienia na temat boju III baonu 52 pp pod Majanowem na Ukrainie 17 i 18 czerwca 1920, zatytułowane „Walka odwrotowa batalionu”. W ocenie Biura Historycznego Sztabu Generalnego wspomniany szkic to „jasny, przejrzysty przykład walk odwrotowych 1920” ukazujący „trafne rozwiązanie przez dowódcę baonu III/52 kolejno stojących przed nim zadań”. 25 listopada 1920 został zatwierdzony z dniem 1 kwietnia 1920 w stopniu porucznika, w grupie oficerów byłej armii austro-węgierskiej.
Po zakończeniu działań wojennych pozostał w wojsku jako oficer zawodowy i kontynuował służbę w 52 pp. 3 maja 1922 został zweryfikowany w stopniu kapitana ze starszeństwem od 1 czerwca 1919 i 1107. lokatą w korpusie oficerów piechoty. Następnie został przeniesiony do 43 pułku piechoty w Dubnie na stanowisko pełniącego obowiązki dowódcy III batalionu. W marcu 1926 został zatwierdzony na stanowisku oficera Przysposobienia Wojskowego w 43 pp. W listopadzie 1927 ponownie został wyznaczony na stanowisko oficera PW w macierzystym pułku, a później na stanowisko komendanta obwodowego PW. 18 lutego 1928 prezydent RP nadał mu z dniem 1 stycznia 1928 stopień majora w korpusie oficerów piechoty i 50. lokatą. W grudniu 1929 został przeniesiony do Dowództwa Okręgu Korpusu Nr II w Lublinie na stanowisko inspektora wyszkolenia Wyszkolenia Fizycznego i Przysposobienia Wojskowego przy Okręgowym Urzędzie WFiPW z siedzibą w Lublinie. W czerwcu 1933 został przeniesiony do 39 pułku piechoty w Jarosławiu na stanowisko dowódcy batalionu. W sierpniu 1935 został przesunięty w 39 pp na stanowisko kwatermistrza. Służbę na tym stanowisku pełnił przez kolejne cztery lata (w 1938 stanowisko otrzymało nazwę „II zastępca dowódcy pułku”). Na stopień podpułkownika został mianowany ze starszeństwem z 19 marca 1939 i 7. lokatą w korpusie oficerów piechoty. Później został przesunięty na stanowisko dowódcy I batalionu 39 pp, który był detaszowany w Lubaczowie. Tym pododdziałem dowodził w kampanii wrześniowej.
W czasie przygotowań do akcji „Burza” pod pseudonimem „Zrąb” był równocześnie zastępcą dowódcy odtwarzanej 6 Dywizji Piechoty AK. W konspiracji pozostawał do rozwiązania Armii Krajowej (19 stycznia 1945). We wrześniu tego roku ujawnił się przed Komisją Likwidacyjną ds. AK w Krakowie.
Zmarł 10 kwietnia 1947 w Jarosławiu i został pochowany na tamtejszym Nowym Cmentarzu (sektor 14, rząd 7, grób 3).
Był żonaty z Marią (1896–1947), z którą miał syna Zygmunta (ur. 22 maja 1924).

## Ordery i odznaczenia
- Krzyż Srebrny Orderu Wojskowego Virtuti Militari nr 5791[1][37][38]
- Krzyż Walecznych trzykrotnie[17][39]
- Złoty Krzyż Zasługi[24][40]
- Medal Pamiątkowy za Wojnę 1918–1921[1]
- Medal Dziesięciolecia Odzyskanej Niepodległości[1]

austro-węgierskie
- Brązowy Medal Zasługi Wojskowej z mieczami na wstążce Krzyża Zasługi Wojskowej[6]
- Srebrny Medal Waleczności 2 klasy[6]
- Krzyż Wojskowy Karola[6]